# 小壕兔乡
小壕兔乡，是中华人民共和国陕西省榆林市榆阳区下辖的一个乡镇级行政单位。

## 行政区划
小壕兔乡下辖以下地区：
小壕兔村、大壕兔村、贾明采当村、东奔滩村、公合村、乌素采当村、沙则汗村、早留太村、刀兔村、旋河村、耳林村、巴汉采当村、史不扣村、掌高兔村、西奔滩村、特拉采当村、忽缠户村、贾拉滩村、包兔村和海代村。